# Ouled Moumen
Ouled Moumen (în arabă أولاد مؤمن) este o comună din provincia Souk Ahras, Algeria.
Populația comunei este de 4.682 de locuitori (2008).